# Marinidi
Marinidi ali  Banu abd al-Haqq (berbersko Imrinen, arabsko مرينيون [Marīniyūn] ali بنو مرين [Banū Marīn] - Marinovi sinovi)  so bili muslimanska sunitska  dinastija zanatskih Berberov, ki je vladala v Maroku od 13. do 15. stoletja.
Marinidi so leta 1244 strmoglavili Almohade in sredi 14. stoletja za krajši čas prevzeli oblast v celem Magrebu. V 13. in 14. stoletju so podpirali Grenadski emirat v Al Andaluzu. Poskus, da bi zgradili oporišče na evropski strani Gibraltarske ožine, se je končal s porazom v bitki pri  Río Salado leta 1340 in kastiljsko zasedbo marinidskega Algecirasa leta 1344.
Marinide so strmoglavili po uporu leta 1465. Leta 1472 je prišla na oblast njim sorodna dinastija Vatasidov. 